# Copa Amèrica de futbol de 2011
La Copa Amèrica de futbol de 2011 va ser la 43a edició de la Copa Amèrica de futbol. La competició fou organitzada per la CONMEBOL a l'Argentina, entre l'1 i el 24 de juliol de 2011.
La selecció de l'Uruguai va guanyar el campionat derrotant la selecció del Paraguai per 3-0.

## Seleccions participants
- Argentina (seu)
- Bolívia
- Brasil (campió vigent)
- Colòmbia

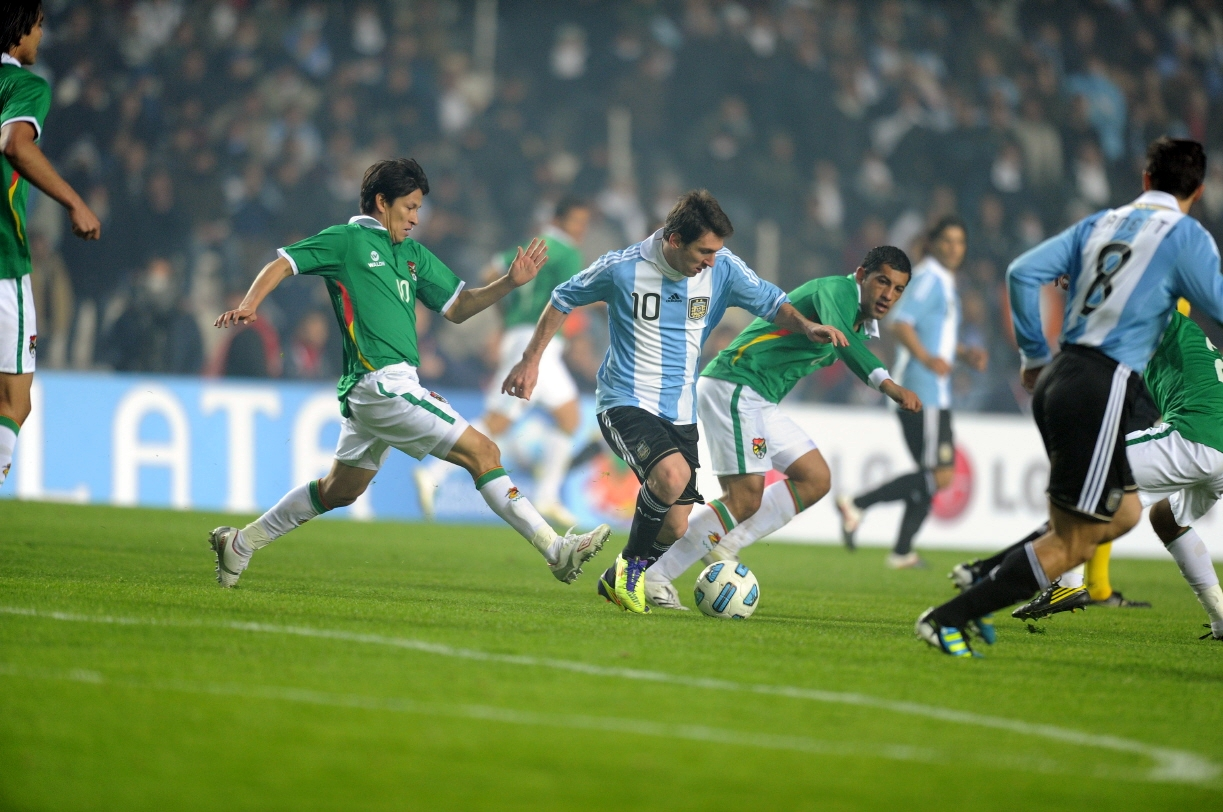
Partit inaugural Argentina contra Bolívia.

- Costa Rica (convidat, substitueix la plaça del Japó, que hi va renunciar pels efectes del terratrèmol de març de 2011[4])
- Equador
- Mèxic (convidat)
- Paraguai
- Perú
- Uruguai
- Veneçuela
- Xile

## Estadis
Un total de vuit seus foren escollides per a la competició. La cerimònia d'obertura fou a l'Estadi Ciudad de La Plata, i la final a l'Estadi Monumental Antonio Vespucio Liberti.
| Buenos Aires                                                 | Córdoba                                                      | La Plata                   | Santa Fe                                  |
| ------------------------------------------------------------ | ------------------------------------------------------------ | -------------------------- | ----------------------------------------- |
| Estadi Monumental                                            | Estadi Mario Alberto Kempes                                  | Estadi Único               | Estadi Brigadier General Estanislao López |
| Capacitat: 65.921                                            | Capacitat: 57.000                                            | Capacitat: 53.000          | Capacitat: 47.000                         |
|                                                              |                                                              |                            |                                           |
| Buenos AiresCórdobaJujuyLa PlataMendozaSaltaSanta FeSan Juan | Buenos AiresCórdobaJujuyLa PlataMendozaSaltaSanta FeSan Juan | Mendoza                    | San Juan                                  |
| Buenos AiresCórdobaJujuyLa PlataMendozaSaltaSanta FeSan Juan | Buenos AiresCórdobaJujuyLa PlataMendozaSaltaSanta FeSan Juan | Estadi Malvinas Argentinas | Estadi del Bicentenario                   |
| Buenos AiresCórdobaJujuyLa PlataMendozaSaltaSanta FeSan Juan | Buenos AiresCórdobaJujuyLa PlataMendozaSaltaSanta FeSan Juan | Capacitat: 40.268          | Capacitat: 25.000                         |
| Buenos AiresCórdobaJujuyLa PlataMendozaSaltaSanta FeSan Juan | Buenos AiresCórdobaJujuyLa PlataMendozaSaltaSanta FeSan Juan |                            |                                           |
| Buenos AiresCórdobaJujuyLa PlataMendozaSaltaSanta FeSan Juan | Buenos AiresCórdobaJujuyLa PlataMendozaSaltaSanta FeSan Juan | Jujuy                      | Salta                                     |
| Buenos AiresCórdobaJujuyLa PlataMendozaSaltaSanta FeSan Juan | Buenos AiresCórdobaJujuyLa PlataMendozaSaltaSanta FeSan Juan | Estadi 23 de Agosto        | Estadi Padre Ernesto Martearena           |
| Buenos AiresCórdobaJujuyLa PlataMendozaSaltaSanta FeSan Juan | Buenos AiresCórdobaJujuyLa PlataMendozaSaltaSanta FeSan Juan | Capacitat: 23.000          | Capacitat: 20.408                         |
| Buenos AiresCórdobaJujuyLa PlataMendozaSaltaSanta FeSan Juan | Buenos AiresCórdobaJujuyLa PlataMendozaSaltaSanta FeSan Juan |                            |                                           |

## Primera fase
Els horaris corresponen al fus de Catalunya (UTC+1 o CET). A l'Argentina li correspon l'UTC-3

### Grup A
| Equips     | Pts | PJ | PG | PE | PP | GF | GC | Dif |
| ---------- | --- | -- | -- | -- | -- | -- | -- | --- |
| Colòmbia   | 7   | 3  | 2  | 1  | 0  | 3  | 0  | +3  |
| Argentina  | 5   | 3  | 1  | 2  | 0  | 4  | 1  | +3  |
| Costa Rica | 3   | 3  | 1  | 0  | 2  | 2  | 4  | -2  |
| Bolívia    | 1   | 3  | 0  | 1  | 2  | 1  | 5  | −4  |

| Argentina  | 1 - 1 | Bolívia   |
| ---------- | ----- | --------- |
| Agüero 76' | Fitxa | Rojas 48' |

| Colòmbia  | 1 - 0 | Costa Rica |
| --------- | ----- | ---------- |
| Ramos 44' | Fitxa |            |

| Argentina | 0 - 0 | Colòmbia |
| --------- | ----- | -------- |
|           | Fitxa |          |

| Bolívia | 0 - 2 | Costa Rica                  |
| ------- | ----- | --------------------------- |
|         | Fitxa | Martínez 59' · Campbell 78' |

| Colòmbia             | 2 - 0 | Bolívia |
| -------------------- | ----- | ------- |
| Falcao 14', 28' (p.) |       |         |

| Argentina                           | 3 - 0 | Costa Rica |
| ----------------------------------- | ----- | ---------- |
| Agüero 45' (+1), 52' · di María 63' | Fitxa |            |

### Grup B
| Equips    | Pts | PJ | PG | PE | PP | GF | GC | Dif |
| --------- | --- | -- | -- | -- | -- | -- | -- | --- |
| Brasil    | 5   | 3  | 1  | 2  | 0  | 6  | 4  | +2  |
| Veneçuela | 5   | 3  | 1  | 2  | 0  | 4  | 3  | +1  |
| Paraguai  | 3   | 3  | 0  | 3  | 0  | 5  | 5  | 0   |
| Equador   | 1   | 3  | 0  | 1  | 2  | 2  | 5  | −3  |

| Brasil | 0 - 0 | Veneçuela |
| ------ | ----- | --------- |
|        | Fitxa |           |

| Paraguai | 0 - 0 | Equador |
| -------- | ----- | ------- |
|          |       |         |

| Brasil                | 2 - 2 | Paraguai                          |
| --------------------- | ----- | --------------------------------- |
| Jádson 38' · Fred 89' | Fitxa | Santa Cruz 54' · Haedo Valdez 66' |

| Veneçuela       | 1 - 0 | Equador |
| --------------- | ----- | ------- |
| C. González 61' | Fitxa |         |

| Paraguai                                | 3-3     | Veneçuela                               |
| --------------------------------------- | ------- | --------------------------------------- |
| Alcaraz 33' · Barrios 62' · Riveros 85' | Crònica | Rondón 5' · Fedor 89' · Perozo 90' (+2) |

| Brasil                          | 4-2     | Equador          |
| ------------------------------- | ------- | ---------------- |
| Pato 28', 61' · Neymar 48', 71' | Crònica | Caicedo 36', 58' |

### Grup C
| Equip   | Pts | PJ | PG | PE | PP | GF | GC | Dif |
| ------- | --- | -- | -- | -- | -- | -- | -- | --- |
| Xile    | 7   | 3  | 2  | 1  | 0  | 4  | 2  | +2  |
| Uruguai | 5   | 3  | 1  | 2  | 0  | 3  | 2  | +1  |
| Perú    | 4   | 3  | 1  | 1  | 1  | 2  | 2  | 0   |
| Mèxic   | 0   | 3  | 0  | 0  | 3  | 1  | 4  | −3  |

| Uruguai      | 1 - 1 | Perú         |
| ------------ | ----- | ------------ |
| Suárez 45+1' | Fitxa | Guerrero 23' |

| Xile                    | 2 - 1 | Mèxic      |
| ----------------------- | ----- | ---------- |
| Paredes 66' · Vidal 72' | Fitxa | Araujo 40' |

| Uruguai        | 1 - 1 | Xile               |
| -------------- | ----- | ------------------ |
| A. Pereira 53' | Fitxa | Alexis Sánchez 64' |

| Perú         | 1 - 0 | Mèxic |
| ------------ | ----- | ----- |
| Guerrero 82' | Fitxa |       |

| Xile              | 1 - 0   | Perú |
| ----------------- | ------- | ---- |
| Carrillo 90' (+2) | Crònica |      |

| Uruguai        | 1 - 0   | Mèxic |
| -------------- | ------- | ----- |
| Á. Pereira 14' | Crònica |       |

### Millors tercers
Error de Lua a Mòdul:Sports_table a la línia 580: attempt to concatenate local 'source' (a boolean value).

## Segona fase
|  | Quarts de final                | Quarts de final              |                                    |           | Semifinals  | Semifinals  |  |  | Final                          | Final |
|  |                                |                              |                                    |           |             |             |  |  |                                |       |
|  | Córdoba, 16 de juliol (21:00)  |                              |                                    |           |             |             |  |  |                                |       |
|  |                                |                              |                                    |           |             |             |  |  |                                |       |
|  | Colòmbia                       | 0                            |                                    |           |             |             |  |  |                                |       |
|  | Colòmbia                       | 0                            | La Plata, 20 de juliol (2:45)      |           |             |             |  |  |                                |       |
|  | Perú (pròrroga)                | 2                            |                                    |           |             |             |  |  |                                |       |
|  | Perú (pròrroga)                | 2                            | Perú                               | 0         |             |             |  |  |                                |       |
|  | Santa Fe, 17 de juliol (0:15)  |                              | Perú                               | 0         |             |             |  |  |                                |       |
|  |                                | Uruguai                      | 2                                  |           |             |             |  |  |                                |       |
|  | Argentina                      | Uruguai                      | 2                                  | 1 (4)     |             |             |  |  |                                |       |
|  | Argentina                      |                              | Buenos Aires, 24 de juliol (21:00) | 1 (4)     |             |             |  |  |                                |       |
|  | Uruguai (penals)               | 1 (5)                        |                                    |           |             |             |  |  |                                |       |
|  | Uruguai (penals)               | 1 (5)                        | Uruguai                            | 3         |             |             |  |  |                                |       |
|  | La Plata, 17 de juliol (21:00) |                              | Uruguai                            | 3         |             |             |  |  |                                |       |
|  |                                | Paraguai                     | 0                                  |           |             |             |  |  |                                |       |
|  | Brasil                         | Paraguai                     | 0                                  | 0 (0)     |             |             |  |  |                                |       |
|  | Brasil                         | Mendoza, 21 de juliol (2:45) |                                    | 0 (0)     |             |             |  |  |                                |       |
|  | Paraguai (penals)              | 0 (2)                        |                                    |           |             |             |  |  |                                |       |
|  | Paraguai (penals)              | 0 (2)                        | Paraguai (penals)                  | 0 (5)     | Tercer lloc | Tercer lloc |  |  |                                |       |
|  | San Juan, 18 de juliol (0:15)  |                              | Paraguai (penals)                  | 0 (5)     | Tercer lloc | Tercer lloc |  |  |                                |       |
|  |                                | Veneçuela                    | 0 (3)                              |           |             |             |  |  |                                |       |
|  | Xile                           | Veneçuela                    | 0 (3)                              | 1         | Perú        | 4           |  |  |                                |       |
|  | Xile                           |                              |                                    | 1         | Perú        | 4           |  |  |                                |       |
|  | Veneçuela                      | 2                            |                                    | Veneçuela | 1           |             |  |  |                                |       |
|  | Veneçuela                      | 2                            |                                    |           | 1           |             |  |  |                                |       |
|  |                                |                              |                                    |           |             |             |  |  | La Plata, 23 de juliol (21:00) |       |
|  |                                |                              |                                    |           |             |             |  |  |                                |       |

### Quarts de final
| Colòmbia | 0 – 2 (pr.) | Perú                       |
| -------- | ----------- | -------------------------- |
|          | Crònica     | Lobatón 101' · Vargas 111' |

| Argentina                                    | 1 – 1 (pr.) | Uruguai                                      |
| -------------------------------------------- | ----------- | -------------------------------------------- |
| Higuaín 17'                                  | Crònica     | Pérez 5'                                     |
| Tanda de penals                              |             |                                              |
| Messi · Burdisso · Tévez · Pastore · Higuaín | 4 – 5       | Forlán · Suárez · Scotti · Gargano · Cáceres |

| Brasil                                     | 0 – 0 (pr.) | Paraguai                         |
| ------------------------------------------ | ----------- | -------------------------------- |
|                                            | Crònica     |                                  |
| Tanda de penals                            |             |                                  |
| Elano · Thiago Silva · André Santos · Fred | 0 - 2       | Barreto · Estigarribia · Riveros |

| Xile      | 1 - 2 | Veneçuela                     |
| --------- | ----- | ----------------------------- |
| Suazo 70' |       | Vizcarrondo 35' · Cichero 80' |

### Semifinals
| Perú | 0 – 2 (pr.) | Uruguai        |
| ---- | ----------- | -------------- |
|      | Crònica     | Suárez 52' 57' |

| Paraguai                                        | 0 – 0   | Veneçuela                        |
| ----------------------------------------------- | ------- | -------------------------------- |
|                                                 | Crònica |                                  |
| Tanda de penals                                 |         |                                  |
| Ortigoza · Barrios · Riveros · Martínez · Verón | 5 - 3   | Maldonado · Rey · Lucena · Fedor |

### Tercer lloc
| Perú                                    | 4 – 1 (pr.) | Veneçuela  |
| --------------------------------------- | ----------- | ---------- |
| Chiroque 41' · Guerrero 63', 89', 90+2' | Crònica     | 77' Arango |

### Final
| Uruguai                           | 3 - 0 (pr.) | Paraguai |
| --------------------------------- | ----------- | -------- |
| Luis Suárez 12' · Forlán 42', 89' | Crònica     |          |

## Resultat
| Copa Amèrica 2011    |
| -------------------- |
| Uruguai              |
| Uruguai Quinzè títol |

## Golejadors
5 gols
- Paolo Guerrero

4 gols
- Luis Suárez

3 gols
- Sergio Agüero

2 gols
- Neymar
- Alexandre Pato
- Radamel Falcao
- Felipe Caicedo
- Diego Forlán
- Álvaro Pereira

1 gol
- Ángel di María
- Gonzalo Higuaín
- Edivaldo Rojas
- Fred
- Jádson
- Adrián Ramos
- Joel Campbell
- Josué Martínez
- Néstor Araujo
- Antolín Alcaraz
- Lucas Barrios
- Christian Riveros
- Roque Santa Cruz
- Nelson Haedo Valdez
- Carlos Lobatón
- Juan Manuel Vargas
- William Chiroque
- Diego Pérez
- Juan Arango
- Gabriel Cichero
- Nicolás Fedor
- César González
- Grenddy Perozo
- Salomón Rondón
- Oswaldo Vizcarrondo
- Esteban Paredes
- Alexis Sánchez
- Humberto Suazo
- Arturo Vidal

Gols en pròpia porteria
- André Carrillo (per a Xile)